# 셀피쉬 (음악 그룹)
셀피쉬는 대한민국의 음악 그룹이다. 2015년 싱글 《넌 여친있고 난 여친없어》로 데뷔했다.

## 방송
- 코리아 갓 탤런트 2 (2012) - Top21

## 음반
- 넌 여친있고 난 여친없어 (2015)